# McLain
McLain és una població dels Estats Units a l'estat de Mississipi. Segons el cens del 2000 tenia 603 habitants.

## Demografia
Segons el cens del 2000, McLain tenia 603 habitants, 228 habitatges, i 157 famílies. La densitat de població era de 68,7 habitants per km².
Dels 228 habitatges en un 40,8% hi vivien nens de menys de 18 anys, en un 40,4% hi vivien parelles casades, en un 22,8% dones solteres, i en un 31,1% no eren unitats familiars. En el 28,1% dels habitatges hi vivien persones soles el 10,5% de les quals corresponia a persones de 65 anys o més que vivien soles. El nombre mitjà de persones vivint en cada habitatge era de 2,64 i el nombre mitjà de persones que vivien en cada família era de 3,27.
Per edats la població es repartia de la següent manera: un 35,8% tenia menys de 18 anys, un 8% entre 18 i 24, un 28,2% entre 25 i 44, un 18,4% de 45 a 60 i un 9,6% 65 anys o més.
L'edat mediana era de 30 anys. Per cada 100 dones de 18 o més anys hi havia 76,7 homes.
La renda mediana per habitatge era de 20.000 $ i la renda mediana per família de 27.981 $. Els homes tenien una renda mediana de 29.375 $ mentre que les dones 14.375 $. La renda per capita de la població era de 10.272 $. Entorn del 26,4% de les famílies i el 31,2% de la població estaven per davall del llindar de pobresa.

## Poblacions més properes
El següent diagrama mostra les poblacions més properes.